# Leimistin Broussan
Pour les articles homonymes, voir Broussan.
Leimistin Broussan, né le 3 novembre 1858 à Vauvert (Gard) et mort le 1er octobre 1959 à Paris 16e, est un directeur de théâtre français.

## Biographie
Il dirige successivement le théâtre municipal de Brest (1898-1899), le théâtre municipal de Nancy (1899-1902) et le théâtre des Célestins et le Grand Théâtre de Lyon (1902-1906), avant de devenir codirecteur, avec André Messager, de l'Opéra de Paris de 1908 à 1914.
Il épouse Madeleine Lagarde, fille de Paul Lagarde et Jeanne Samary, dont une fille, Jeanne (1888-1985), qui épouse Ernest Gaubert, et devient femme de lettres.

## Distinctions
- Chevalier de la Légion d'honneur
- Officier de l'Instruction publique
- Commandeur de l'ordre de Sainte-Anne (Russie)
- Commandeur de l'ordre royal de l'Étoile polaire (Suède)
- Commandeur de l'ordre de Léopold (Belgique)

## Sources
- Alain Duault, L'Opéra de Paris, 1989.